# 잉카 그링스
잉카 그링스(독일어: Inka Grings, 1978년 10월 31일 ~ )는 독일의 은퇴한 여자 축구 선수이자 현 여자 축구 지도자로 선수 시절 포지션은 공격수였다.

## 클럽 경력
어린 시절에는 테니스 선수가 되기를 원했지만 자신을 받아줄 테니스 클럽이 없었기 때문에 축구 선수로 전향하게 된다. 1984년에 TSV 엘러 04에 입단하면서 선수 생활을 시작했고 1990년에 가라터 SV로 이적하게 된다.
1995년부터 2011년까지 FCR 2001 뒤스부르크 소속으로 뛰면서 팀의 프라우엔-분데스리가 1회 우승(1999-2000), 여자 DFB-포칼 3회 우승(1997-98, 2008-09, 2009-10), UEFA 여자 챔피언스리그 1회 우승(2008-09)에 공헌했다. 프라우엔-분데스리가 시즌에서 최다 득점자에 6번(1998-99, 1999-2000, 2002-03, 2007-08, 2008-09, 2009-10) 올랐고 2011년 1월 29일에는 프라우엔-분데스리가 통산 350골을 달성하면서 프라우엔-분데스리가 통산 최다 득점 기록을 수립했다.
2011년부터 2013년까지 스위스의 여자 축구 클럽인 FC 취리히 프라우엔에서 활약했으며 2013년에는 미국의 내셔널 위민스 사커 리그 소속 여자 축구 클럽인 시카고 레드 스타스로 이적했다. 2013년 8월 27일에 독일의 1. FC 쾰른으로 이적했고 2014년 5월 30일에 축구 선수 생활에서 은퇴하게 된다.

## 국가대표 경력
1996년 5월 5일에 열린 핀란드와의 경기에서 처음으로 독일 여자 축구 국가대표팀 선수로 출전했다. 1999년 FIFA 여자 월드컵에 참가했지만 독일은 미국과의 8강전에서 패배하면서 탈락하고 만다. 2000년 시드니 하계 올림픽에서는 독일의 여자 축구 동메달에 공헌했다.
UEFA 여자 유로 2001, 2003년 FIFA 여자 월드컵은 부상으로 인해 참가하지 못했고 2004년 아테네 하계 올림픽에서는 무릎 앞십자인대 파열로 인해 참가하지 못했다. 부상의 여파로 인해 은퇴를 선언했지만 물리치료를 받으면서 복귀하게 된다. UEFA 여자 유로 2005에서는 4골을 기록하면서 대회 최다 득점자에 올랐고 독일의 6번째 UEFA 유럽 여자 축구 선수권 대회 우승에 기여했다.
2007년 FIFA 여자 월드컵, 2008년 베이징 하계 올림픽은 당시 독일 여자 축구 국가대표팀 감독을 맡고 있던 질비아 나이트와의 불화로 인해 참가하지 못했다. UEFA 여자 유로 2009에서는 5골을 기록하면서 다시 한번 대회 최다 득점자에 올랐고 독일의 7번째 UEFA 유럽 여자 축구 선수권 대회 우승에 기여했다.
2011년 FIFA 여자 월드컵에도 참가했지만 독일은 일본과의 8강전에서 패배하면서 탈락하고 만다. 2012년 7월에 국가대표팀 은퇴 의사를 표명했고 2012년 9월 19일에 열린 터키와의 UEFA 여자 유로 2013 예선 경기를 끝으로 은퇴하게 된다. 잉카 그링스는 국가대표팀에서 94경기에 출전하여 64골을 기록했다.

## 사생활
잉카 그링스는 양성애자로서 자신의 여자 축구 팀 동료였던 린다 브레조니크, 남자 축구 클럽 VfL 볼프스부르크의 감독을 역임한 홀거 파흐와의 관계를 맺었다. 

## 수상

### 클럽
FCR 2001 뒤스부르크
- 프라우엔-분데스리가 1회 우승 (1999-2000), 7회 준우승 (1996-97, 1998-99, 2004-05, 2005-06, 2006-07, 2007-08, 2009-10)
- 여자 DFB-포칼 3회 우승 (1997-98, 2008-09, 2009-10), 3회 준우승 (1998-99, 2002-03, 2006-07)
- UEFA 여자 챔피언스리그 1회 우승 (2008-09)

FC 취리히 프라우엔
- 나티오날리가 A 2회 우승 (2012, 2013)
- 스위스 여자컵 2회 우승 (2012, 2013)

### 국가대표
- 2000년 시드니 하계 올림픽 여자 축구 동메달
- UEFA 여자 유로 2005 우승
- UEFA 여자 유로 2009 우승

### 개인
- 1999년 독일 올해의 여자 축구 선수 선정
- 2009년 독일 올해의 여자 축구 선수 선정
- 2010년 독일 올해의 여자 축구 선수 선정
- 프라우엔-분데스리가 최다 득점자 6회 수상 (1998-99, 1999-2000, 2002-03, 2007-08, 2008-09, 2009-10)
- UEFA 유럽 여자 축구 선수권 대회 최다 득점자 2회 수상 (2005, 2009)
- UEFA 여자 챔피언스리그 최다 득점자 1회 수상 (2010-11)